# Альфа-аминоадипиновая полуальдегидная синтаза, митохондриальная
Альфа-аминоадипиновая полуальдегидная синтаза (англ. Alpha-aminoadipic semialdehyde synthase) — фермент, кодируемый геном AASS у людей. Участвует в расщеплении лизина. Он подобен ферментам, кодируемыми генами LYS1 и LYS9 у дрожжей, и связан, хотя и не похож по структуре с бифункциональным ферментом, найденным в растениях. У людей мутации в гене AASS и соответствующий альфа-аминоадипиновый фермент полуальдегидсинтазы связаны с семейной гиперлизинемией. Это состояние наследуется по аутосомно-рецессивному типу и не считается особенно негативным состоянием, что делает его редким заболеванием.

## Функции

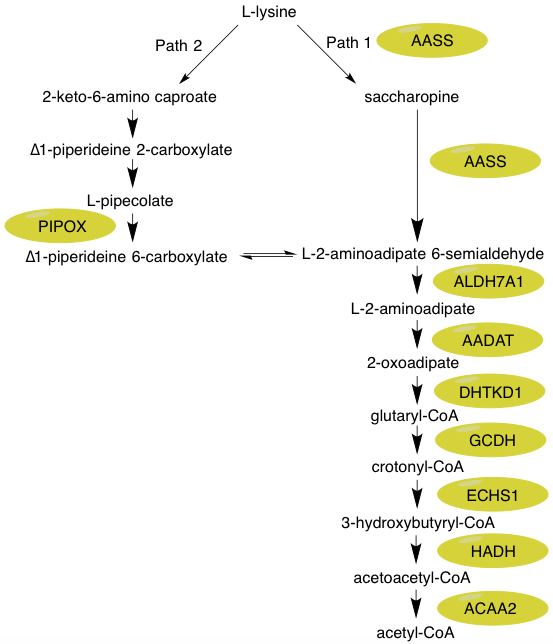

Альфа-аминоадипиновый белок полуанальдегидсинтазы катализирует первые две стадии расщепления L-лизина млекопитающих через сахаропиновый путь в митохондриях, который считается основным метаболическим путем для расщепления лизина у верхних эукариот. Другой путь, на котором фокусируется этот фермент, является синтез глутарил-СоА из L-лизина. Глутарил-СоА может быть промежуточным звеном в более расширенном пути превращения/расщепления L-лизина в Ацетил CoA.
Два заметных компонента расщепления L-лизина через сахаропиновый путь представляют собой промежуточную реакцию/продукт глутамата и возможно, Ацетил CoA с углеродом. Глутамат является важным веществом в теле организма из группы нейромедиаторов, связан с болезнью Хантингтона. Ацетил CoA, возможно, имеет еще более высокий уровень важности, действуя как один из интегральных компонентов лимонной кислоты/цикла Кребса, с основной функцией доставки ацетильной группы, подлежащей окислению для производства энергии. Таким образом, функция альфа-аминоадипиновой полуальдегидной синтазы связана с уровнями двух интегральных соединений внутри организма.

## Механизм

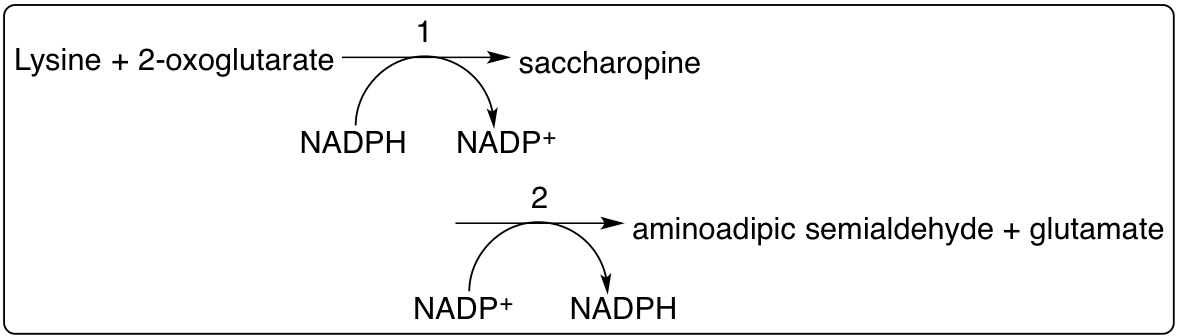
Стадии расщепления лизина, катализируемые альфа-аминоадипидной полуальдегиддегидрогеназой

Во-первых, N-концевая часть этого фермента, которая содержит активность лизин-кетоглутаратредуктазы (LOR/LKR) (Шифр КФ: 1.5.1.8), конденсирует лизин и 2-оксоглутарат с молекулой, называемой сахаропином (реакция 1 на рисунке справа). Затем С-концевая часть этого фермента, которая содержит активность сахаропиндегидрогеназы (SHD) (Шифр КФ: 1.5.1.9), катализирует окисление сахаропина с образованием альфа-аминоадипидного полуальдегида и глутамата (реакция 2 на рисунке справа) . Примечание: Эти реакции являются обратными к соответствующим стадиям путей биосинтеза лизина, присутствующих в дрожжах и грибах.
Эти реакции можно визуализировать также в форме уравненных реакций:
N(6)-(L-1,3-dicarboxypropyl)-L-lysine + NADP+ + H2O = L-lysine + 2-oxoglutarate + NADPH с последующим
N(6)-(L-1,3-dicarboxypropyl)-L-lysine + NAD+ + H2O = L-glutamate + (S)-2-amino-6-oxohexanoate + NADH.

## Структура
Нативный, человеческий фермент является бифункциональным, подобно лизин-кетоглутаратредуктазе или сахаропиндегидрогеназе (LKR/SHD), найденных в растениях, поэтому и считается, что он похож по структуре. Бифункциональность этого фермента исходит от того, что он исполняет две активные функции, одну на своем C-конце, другой на N-конце. С-концевая часть альфа-аминоадипиновой полуальдегидной синтазы содержит активность SHD, а N-концевая часть содержит LKR. На сегодняшний день структура альфа-аминоадипиновой полуальдегидной синтазы не определена. Фермент не имеет линкерной области, присутствующей в растениях, и область активности LKR связана с областью SHD-активности, как в Magnaporthe grisea.

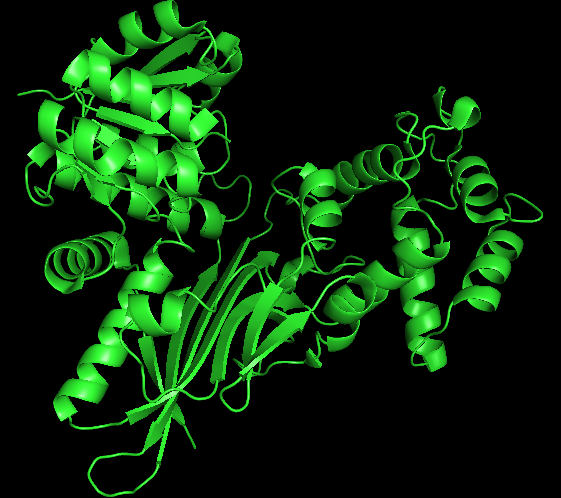
Кристаллическая структура сахаропинредуктазы из Magnaporthe grisea

## Актуальность заболевания
Альфа-аминоадипиновая полуанальдегидная синтаза кодируется геном AASS, а мутации этого гена приводят к гиперлизинемии. Это характеризуется нарушением расщепления лизина, что приводит к повышенным уровням лизина в крови и моче. Повышение уровня лизина не оказывает отрицательного влияния на организм.
Гиперлизинемия характеризуется повышенными уровнями лизина в плазме, который превышает 600 мкмоль/л и может достичь до 2000 мкмоль/л. Это повышение лизина не оказывает отрицательного влияния на организм. Главная причина, лизин может заменить некоторые биохимические реакции. Во-первых лизин можно использовать вместо орнитина в цикле мочевины, что приводит к получению гомоаргинина. Кроме того, несмотря на то, что большинство млекопитающих используют сахаропиновый путь для расщепления лизина (путь 1), мозг имеет альтернативный путь (путь 2), который проходит через промежуточное соединение L-пипеколиновой кислоты — оба из них можно увидеть на рисунке. Стоит отметить, что путь 1 происходит в митохондриях, в то время как путь 2 происходит в пероксисоме. Рассматривая другие ключевые ферменты в пути расщеплении L-лизина, ALDH7A1 дефицитен у детей с пиридоксин-зависимыми судорогами. GCDH дефицит глутаровой ацидурии типа 1. Промежуточный 2-оксоудипат метаболизируется 2-оксоадипатдегидрогеназой, сходной с циррозой кислотой / Кребским ферментным комплексом 2-оксоглутаратдегидрогеназы.
На данный момент описаны два типа семейной гиперлизинемии: тип I связан с комбинированным дефицитом двух ферментных активностей, LOR и SDH, тогда как в семейной гиперглинемии II типа нарушается только активность сахаропиндегидрогеназы. Гиперлизинемия II типа также упоминается как сахаропинурия.
Дополнительным симптомом, связанным с гиперлизинемией, является дефицит диеноил-КоА-редуктазы, хотя это относительно недавнее открытие, и публикаций, поддерживающих это, мало.